# Степная (Краснодарский край)
Степная — станица в Приморско-Ахтарском районе Краснодарского края России.

## География
Станица расположена в степной зоне, на берегу болотистого Кирпильского лимана (низовья Кирпили), в 40 км к юго-востоку от районного центра — города Приморско-Ахтарска.
Улицы
| - ул. Гагарина, - ул. Горького, - ул. Дзержинского, - ул. Калинина, - Карасунская ул., - ул. Комарова, - Комсомола ул., - Кубанская ул., - ул. Ленина (главная, в прошлом - ул. Краснодарская), - ул. Лермонтова, - ул. Мацокина, | - ул. Мельничная - Набережная ул., - ул. Орджоникидзе, - Первомайская ул., - ул. Пономаренко, - ул. Пушкина, - Садовая ул., - Степная ул., - ул. Чапаева, - ул. Шевченко, - ул. Щорса. |

## История
Посёлок Кирпильский основан в 1872 году, в 1881 году переименован в посёлок Степной; не позже 1912 года посёлок преобразован в станицу.

## Население
| 2002 | 2010  |
| ---- | ----- |
| 2043 | ↗2439 |

## Инфраструктура
Развитое сельское хозяйство. 

## Транспорт
Соединена трассой со ст. Ольгинской.